# Седов, Михаил Иванович

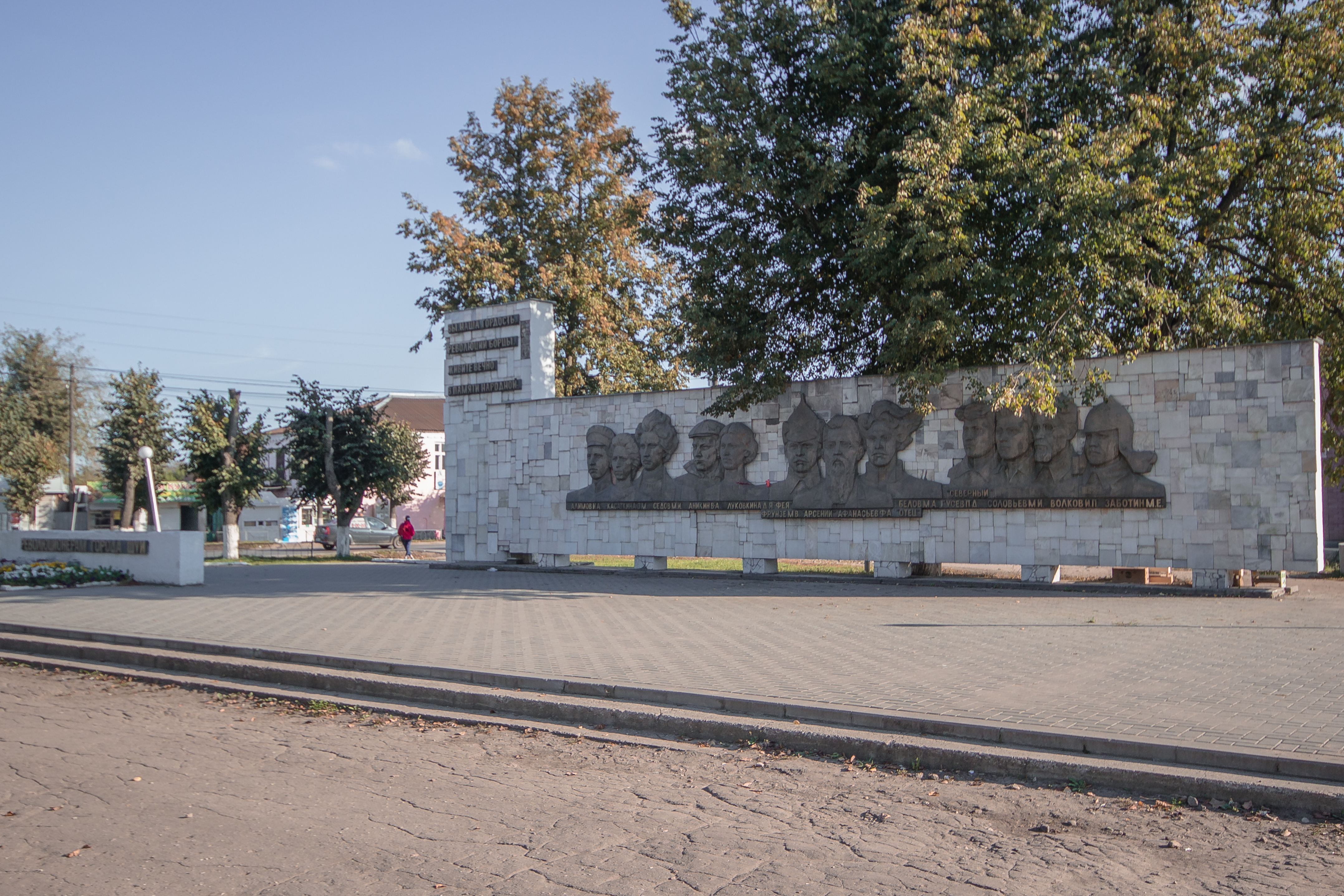
Памятник «Героям-революционерам» на площади Революции в Шуе. Седов — третий слева

Михаил Иванович Седов (1890—1940) — участник революционного движения. Член РСДРП, большевик с 1907 г.
Родился в Ярославле в семье потомственных текстильщиков. Вскоре семья перебралась в Кинешму. В пятнадцать лет начал работу учеником в ткацком цехе фабрики «Томна», где работал и вел революционную деятельность его отец И. П. Седов. В годы первой русской революции он привлек сына к подпольной работе. Михаил распространял нелегальную литературу, листовки, участвовал в охране партийных собраний, а в 1907 г. его приняли в РСДРП. Партийная организация поручила М. И. Седову создать на «Томне» профсоюзную организацию.
В апреле 1909 г. за активное участие в стачке текстильщиков Кинешмы Михаил Седов был арестован и выслан под надзор полиции в Шую. Он поступив работать на Шуйско-Тезинскую фабрику и установил связь с подпольной партийной организацией. Осенью 1910 г. снова был арестован, но вскоре освобождён за недостаточностью улик.
В июне 1911 г. возвратился в Кинешму. Здесь, на фабрике Константинова, принял активное участие в организации забастовки, за что вскоре был уволен с предприятия. В поисках работы он вместе с братом Леонидом некоторое время жил в с. Савино, затем, в 1912 г., возвратился в Шую, участвовал в создании больничных касс и рабочего кооператива на предприятиях, поддерживал связи с большевиками Иваново-Вознесенска.
В ночь на 26 апреля 1913 г. в Иваново-Вознесенске, Шуе, Кохме, Тейкове проходили массовые обыски и аресты, Седов был арестован. После шестимесячного пребывания в тюрьме его на три года выслали на поселение в Олонецкую губернию. По окончании ссылки в конце 1916 г. М. И. Седова мобилизовали в армию и отправили в Орёл.
В мае 1917 г. Седов возвратился в Шую и вскоре был избран секретарем городского Совета. В августе 1917 г. Седов вошел в орган революционного действия, созданный Шуйским Советом в связи с выступлением Корнилова. Исполнительный комитет Совета установил контроль на телеграфе и железнодорожной станции, формировал отряды Красной гвардии.
В октябре 1917 г. Михаил Иванович вошел в состав районного стачечного комитета, возглавившего борьбу шуйских рабочих в период всеобщей стачки текстильщиков Иваново-Вознесенского промышленного района. Он был участником губернских и уездных съездов Советов, избирался членом уисполкома. Осенью 1918 г. М. И. Седов заведовал отделом общего управления Шуйского исполнительного комитета, в 1919 г. его назначили инспектором губернского отдела труда.
В годы гражданской войны — на руководящей партийной и советской работе в Шуе, Иваново-Вознесенске, Гомеле. В 1920 г. был делегатом IX съезда РКП(б). На XII съезде партии Михаил Иванович избирался членом Центральной Контрольной Комиссии РКП (б) и в связи с этим переехал в Москву. С 1926 г. состоял в Ивановском отделении Общества старых большевиков (членский билет № 429). В 1930—1931 гг. работал членом коллегии Народного комиссариата труда РСФСР, затем вновь вернулся в Иваново-Вознесенск, возглавлял областную организацию МОПРа, был секретарем Фрунзенского райкома ВКП(б).
Именем М. И. Седова названа улица в Шуе.